# Lockerbie
Lockerbie (tiếng Gaelic Scotland: Locarbaidh) là một thị trấn trong khu vực Dumfries và Galloway miền tây nam Scotland. Thị trấn cách Glasgow khoảng 120 km (75 dặm) và cách biên giới với Anh 25 km (16 dặm). Theo điều tra dân số năm 2001, dân số của thị trấn là 4.009 người. Lockerbie đã trở nên nổi tiếng trên thế giới vào tháng 12 năm 1988 khi mảnh vỡ của chuyến bay 103 của Pan Am rơi xuống đây sau một vụ đánh bom khủng bố trên chuyến bay.

## Lịch sử
Lockerbie đã tồn tại ít nhất từ thời kỳ ảnh hưởng của người Viking ở khu vực này của Scotland vào khoảng năm 900. Tên gọi (ban đầu là "Loc-hard's by") có nghĩa là "Thị trấn của Lockard" trong tiếng Bắc Âu cổ. Lockerbie lần đầu tiên xuất hiện trong lịch sử ghi chép vào những năm 1190 trong một hiến chương của Robert de Brus, Lãnh chúa thứ 2 của Annandale, trao vùng đất Lockerbie cho Adam de Carlyle. Thị trấn xuất hiện dưới tên "Lokardebi" vào năm 1306.
Khoảng 3 km về phía tây của Lockerbie, vào ngày 7 tháng 12 năm 1593, gia tộc Johnstone đã chiến đấu với gia tộc Maxwell trong Trận chiến Dryfe Sands. Gia tộc Johnstone gần như tiêu diệt hoàn toàn gia tộc Maxwell tham gia trận chiến, dẫn đến cụm từ "Lockerbie Lick" (đòn chí mạng Lockerbie).
Thời kỳ phát triển chính của Lockerbie bắt đầu vào năm 1730 khi gia đình Johnstone, chủ sở hữu đất, chia các lô đất dọc theo đường High Street, tạo ra một khu định cư nửa quy hoạch. Đến năm 1750, Lockerbie đã trở thành một thị trấn quan trọng và từ những năm 1780, nó trở thành một điểm dừng trên tuyến đường vận chuyển từ Glasgow đến London.
Có lẽ thời kỳ phát triển quan trọng nhất là vào thế kỷ 19. Con đường từ Carlisle đến Glasgow của Thomas Telford được xây dựng qua Lockerbie từ năm 1816. Đường sắt Caledonian khai trương tuyến đường từ Carlisle đến Beattock qua Lockerbie vào năm 1847 và sau đó kéo dài đến Glasgow. Từ năm 1863 đến năm 1966, Lockerbie cũng là một ga giao nhau của đường sắt, phục vụ tuyến nhánh đến Dumfries. Tuyến này được gọi là Đường sắt Dumfries, Lochmaben và Lockerbie, nhưng đã ngừng chở khách vào năm 1952 và ngừng vận chuyển hàng hóa vào năm 1966. Thị trấn hiện vẫn được phục vụ bởi ga tàu Lockerbie.
Lockerbie từng là nơi có chợ cừu lớn nhất Scotland từ thế kỷ 18, nhưng sự xuất hiện của đường sắt Caledonian càng làm tăng vai trò của nó trong thương mại cừu xuyên biên giới. Đường sắt cũng giúp hạ giá than, cho phép xây dựng một nhà máy khí đốt trong thị trấn vào năm 1855.

### Trại tù binh Hallmuir
Khoảng 2,4 km về phía nam của Lockerbie, dọc theo con đường C92 đến Dalton, là tàn tích của trại tù binh Hallmuir. Sau Chiến tranh Thế giới thứ hai, trại này đã giam giữ các binh sĩ Ukraine thuộc Sư đoàn Galicia của lực lượng Waffen SS. Họ đã xây dựng một nhà nguyện từ các căn lều quân đội được cải tạo. Nhà nguyện này được xếp hạng vào năm 2003 là một tòa nhà hạng B. Nhà nguyện vẫn được sử dụng, hiện tổ chức các buổi lễ cho cộng đồng người Ukraine vào Chủ nhật đầu tiên của mỗi tháng chẵn.